# Global registrierte Aktie
Eine global registrierte Aktie (engl. Global registered share, GRS; manchmal auch nur als Global Share, GS, bezeichnet) ist eine Aktie, die an einer Vielzahl von Börsen direkt notiert und somit auch über verschiedene Börsen handelbar ist. Der Begriff wird insbesondere im US-Zusammenhang genutzt: Die GRS werden gemäß den US-amerikanischen Börsenbestimmungen ausgestaltet und erlauben ausländischen Emittenten eine direkte Notierung in den USA als Alternative zu der Auflage von American Depositary Receipts.

## Hintergründe
Für eine Zweitnotierung einer eigenen Aktiengattung an zusätzlichen Börsen hat sich die Form der Hinterlegungsscheine  etabliert (insbesondere die sog. American depositary receipts für eine Notierung in den USA). Die GRS als Alternative sind Aktien, die direkt an der Zweitbörse gelistet und somit auch handelbar sind. Diese Mehrfachnotierung macht eine entsprechende Zulassung samt verbundener mehrsprachiger Prospekte erforderlich; für eine Notierung in den USA erfordert dies auch, dass die Aktien als Namensaktien ausgegeben sind. Als eines der ersten Unternehmen, das eine solche Aktie ausgegeben hat, gilt die Daimler-Benz AG im Jahr 1998.
Die Einrichtung einer global handelbaren Aktie bedingt unmittelbar die Kooperation der verschiedenen Börsen miteinander, insbesondere im Bereich der Wertpapierabrechnung. Ausschlaggebend war hier zunächst die Initiative der Deutschen Börse Clearing und der amerikanischen Depository Trust Company (DTC). Diese schufen nach den Genehmigungen durch die zuständigen Regulierungsbehörden im Jahr 1998 die technischen Voraussetzungen für die globale Handelbarkeit ein und derselben Aktie.